# Железнодорожная линия Бийск — Горно-Алтайск
Железная дорога Бийск — Горно-Алтайск — проектируемая железная дорога длиной 115—120 километров, которая должна связать Республику Алтай с Алтайским краем и железнодорожной сетью России.

## Хронология
Строительство железной дороги, связывающей Бийск и Горно-Алтайск, предусматривалось нереализованным по причине распада СССР планом XIII пятилетки.
16 января 2007 года — глава Республики Алтай Александр Бердников поручил своему заместителю Роберту Пальталлеру изучить возможность строительства железной дороги от Бийска до Горно-Алтайска.
23 января 2007 года — заместители главы республики Роберт Робертович Пальталлер (с 2014 по 2019 год) и Михаил Сергеевич Козлов провели совещание, на котором обсуждался вопрос строительства железной дороги. ОАО Сибгипротранс предложило для рассмотрения правительством два варианта дороги.
В 2019 году после смены губернаторов Алтайского края и Республики Алтай интерес к проекту появился вновь. 26 марта 2019 года в Москве создана рабочая группа по обсуждению путей реализации проекта.

## Два варианта трассы
1. «Катунский вариант» — железная дорога пройдёт вдоль реки Катунь, по её правому берегу, и через село Майма выйдет к будущей станции Горно-Алтайск. Длина трассы 122,6 км, стоимость строительства 10,4 миллиарда рублей. Такой вариант представляет интерес для г. Бийска и песчано-гравийных карьеров в районе устья Катуни и более интересен Республике Алтай, поскольку охватывает ее важнейший транспортный узел — село Майма. Однако для Алтайского края такой проект в целом менее выгоден, так как не охватит важнейшие хлеборобные районы (Смоленский, Советский, Алтайский), курорт Белокуриха и ОЭЗ «Бирюзовая Катунь» и «Сибирская монета».
2. «Полевой вариант» — железная дорога пройдёт по левому берегу Катуни на расстоянии около 10 км от самой реки и выйдет к будущей станции Горно-Алтайск минуя село Майма. Длина трассы 115,2 км, стоимость строительства 9,86 миллиарда рублей. «Полевой вариант» предусматривает строительство железнодорожной ветви в Алтайскую игорную зону «Сибирская монета». Полевой вариант также предусматривал ответвление на Белокуриху. Такой вариант трассы более выгоден Алтайскому краю, поскольку в этом случае грузовые станции появятся в важнейших центрах сельского хозяйства правобережья Оби и Катуни: Хлеборобное, Новотырышкино, Алтайское. Железной дорогой будут охвачены и рекреационные зоны Алтайского края. Однако в этом случае г. Бийск останется на коротком тупиковом ответвлении, что будет затруднять железнодорожное сообщение с городом. Не будут охвачены железной дорогой и катунские карьеры. Этот вариант менее выгоден и Республике Алтай, так как железная дорога обойдет Майму.

## Место размещения начальной точки
«Сибгипротранс» рассматривает несколько возможных начальных точек трассы, которые находятся на железнодорожной линии Алтайская — Бийск на расстоянии 2 или 15 километров от городских кварталов Бийска. Первый вариант предусматривал начальную точку на станции Чемровка через промзону Бийска переход через Бию в районе ТЭЦ-1. Второй вариант предусматривал ответвление от станции Зональный по сохранившейся линии Зональный-Соколово с переходом через Обь в 10 километрах восточнее села Акутиха (у дачного поселка Талица). Соответственно, первый вариант рассматривался в случае прокладки линии по правому берегу реки Катунь, а второй — по левому.
Существовал и более ранние проекты. Первые появились еще в процессе строительства Бийской ветви в 1913—1914 годах и предусматривали переход через Бию в районе тогдашнего винокуренного завода и продление линии до района современного села Усть-Сема примерно по трассе современной автодороги Р-256 «Чуйский тракт». Осуществлению этих планов помешали начавшаяся Первая мировая война и последовавшие за ней революции 1917-года и Гражданская война. В 1920—1930-х годах, с развитием автомобильного транспорта, выбор был сделан в пользу автомобильного сообщения с Монголией и проект продления железной дороги был отложен. Вернулись к нему в 1970-х годах, когда возникла необходимость увеличения грузооборота с Горным Алтаем и Монголией, а также для круглогодичного вывоза гравия с катунских карьеров. В 1980-х годах в районе Бийска велись изыскательские работы на предмет возможности продления железнодорожной линии от Бийска до месторождений гравия на реке Катунь в районе сел Верх-Катунское и Чуйский. В качестве первого варианта прохождения линии предполагалось транзитное следование поездов через станцию Бийск вдоль улицы Казанцевых и далее по вновь возводимой насыпи вдоль улицы Красноармейской с переходом реки Бия возле завода Электропечь. В качестве второго — переход реки Бия возле Бийского речного порта со следованием поездов вдоль улицы Трофимова (по существующей промышленной ветке) и со сменой направления на станции Бийск. В настоящее время реализация первого варианта невозможна по причине сложившейся с начала 1990-х годов на левом берегу реке Бия в месте предполагаемого мостового перехода коттеджной застройки. Реализация второго варианта изучалась в середине 2000-х годов, однако была отвергнута в связи с тем, что железнодорожная линия пересекала бы на одном уровне основные магистральные улицы Бийска: Васильева, Шадрина, Мерлина, что осложнило бы транспортную ситуацию в городе. Если над улицей Мерлина еще можно было бы запустить автотранспорт по имеющемуся трамвайному путепроводу, то сделать многоуровневый переход на пересечении с улицей Васильева невозможно из условий местности.

## Место размещения конечной точки
«Сибгипротранс» определил место размещения будущей станции Горно-Алтайск в 3—4 километрах от городской застройки на широкой пойме Катуни, отделённой от города хребтом. Станция будет располагаться в 300 метрах от аэропорта.
Такое решение можно объяснить потенциальной возможностью продлить трассу в горные районы Алтая и далее в Монголию и/или Китай, однако по состоянию на 2019 год со слов губернатора Республики Алтай такой маршрут не планируется